# Esterlines en San Sebastián
Los Esterlines eran  comerciantes  de la Liga Hanseática en los puertos cantábricos (España)   durante la época medieval. Gozaban de buenas relaciones con los comerciantes vascos.

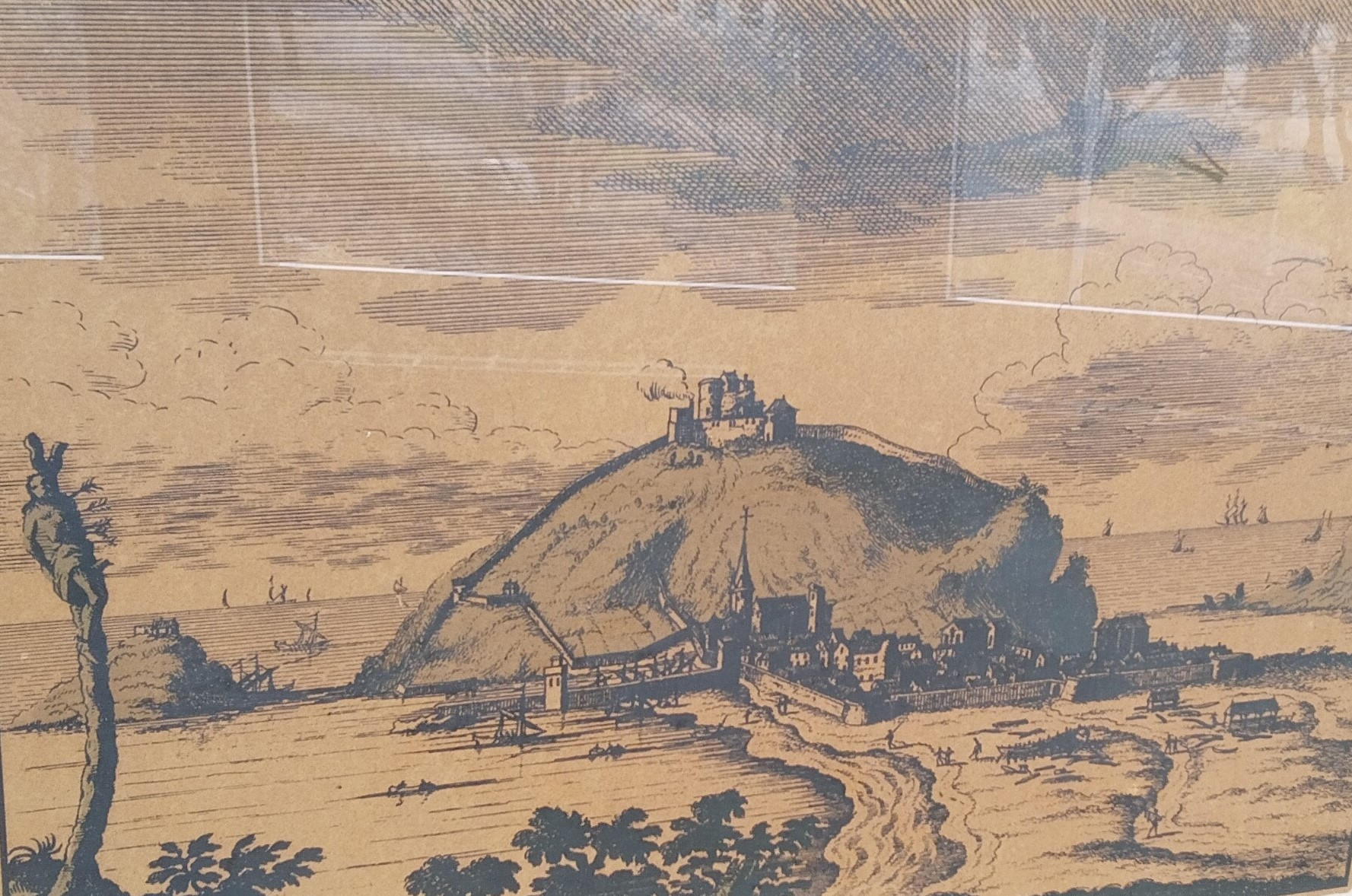
San Sebastián en el siglo XVI

Por toda la Liga de la Hansa se encontraban colonias de comerciantes vascos, y los teutónicos visitaban el puerto de San Sebastián que era el centro de contratación más importante de la costa cantábrica.
En virtud de esta buena relación concentraban en una calle donostiarra sus hospederías, lonjas y negocios. 
La ciudad de San Sebastián dedicó una calle en su recuerdo.

## Historia
La denominada Hermandad de las Marismas, fundada en diversos puertos del mar Cantábrico en el siglo XIII fomentó las actividades comerciales, armadoras, guerreras o constructoras con los puertos del Norte como  Brujas, Nantes, La Rochela y otras.
San Sebastián tuvo una estrecha relación comercial con la Liga Hanseática desde los inicios de la Hermandad de las Marismas en el siglo XIII.
Está documentada desde el siglo XIV la existencia en la ciudad de una colonia de agentes Hanseáticos, denominados Esterlines,
A partir del descubrimiento de América, variaron las rutas comerciales lo que hizo decrecer la influencia comercial de la Liga hasta su práctica desaparición en el siglo XVI.